# Javier Garro
Javier Garro Barrio (Tafalla, Navarra, 11 de noviembre de 1933 - Pamplona, Navarra, 31 de julio de 2003) fue un médico estomatólogo y catedrático en la Universidad del País Vasco. Además, fue vicepresidente y presidente del Club Atlético Osasuna, entre otras responsabilidades.
Además de su pasión por su familia y su trabajo, su otra pasión fue el fútbol y, sobre todo, el Club Atlético Osasuna. Javier Garro fue vicepresidente primero entre los años 1976 y 1994, etapa el que se encargó de las relaciones externas con otros clubes deportivos. Llegó a la presidencia en las primeras elecciones del club en toda su historia en 1994. Su presidencia duró dos años, hasta 1996, fecha en la que dimitió por presiones dentro de su propia directiva y presiones externas y, sobre todo, presiones por parte de un periódico de tirada regional, el Diario de Navarra.

## Biografía[1]
Javier Garro estaba casado con la también tafallesa Ángela Arza Valero, con quien contrajo matrimonio en 1961. Tuvo cinco hijos: Javier, Cristina, Mónica, Belén y Ángela. Catedrático de Patología y Terapéutica Dental (Universidad del País Vasco, 1989), Javier siempre compatibilizó su afición al fútbol (primero como jugador y, luego, como presidente) con su profesión. Como futbolista, lo hizo en el puesto de lateral derecho y militó en el Atlético Tafallés, Peña Sport, el C.D. Azkarrena y Castillo Club de Fútbol de Miranda de Arga, pero prefirió dejar el fútbol como jugador "porque tenía más futuro en la medicina".
En el año 1957, Javier se licenció de la carrera Medicina en la Universidad de Zaragoza. Su pasión principal fue el estudio y la investigación, labores a las que dedicaba largas horas, siguiendo el ejemplo de Ramón y Cajal, a quien definió como su maestro tanto en la vida como en la medicina. Javier fue profesor de la asignatura Patología y Terapéutica Dental en la Universidad de País Vasco en Leioa donde era Catedrático. Además, cursó tres años de la carrera de Derecho en la Universidad Pública de Navarra a Distancia (UNED).
En relación con Osasuna, antes de llegar a la presidencia del club, ocupó la presidencia interina del club durante dos meses, desde el 9 de marzo de 1994, fecha en que Fermín Ezcurra dimitió. En ese período, le elogiaron por adelantar las elecciones y poner autobuses para los aficionados durante los partidos que se disputaron fuera de El Sadar.
Con Fermín Ezcurra al frente de Osasuna permaneció en la junta durante 18 años, desde que en mayo de 1976 tomara posesión de la vicepresidencia. En ese período, el equipo estuvo una temporada en Tercera División, tres en Segunda y, catorce en Primera. Javier Garro se encargaba principalmente de las relaciones externas con otros clubes, con otros presidentes y directivas. Gracias a este cometido, Javier Garro consiguió que Fermín Ezcurra llegara a la Liga de Fútbol Profesional.
Javier Garro entró en la presidencia el 1 de junio de 1994,cuando el equipo descendió a Segunda División. Javier Garro superó con creces en la carrera electoral al otro candidato, Fernando Ruiz, tras contar con el respaldo de 4.113 socios (el 83 por ciento). Bajo el lema Vamos a subir, Javier Garro creó un proyecto ilusionante para la afición de cara al retorno inmediato a la máxima categoría, con José Francisco Rojo Arroitia "Txetxu Rojo" al frente del banquillo y una profunda renovación en la plantilla. Los éxitos no llegaron y, en la temporada 1995/96, Javier Garro fichó a Paquito como entrenador. En diciembre de 1995, la situación del club pasó a ser insostenible porque la mayoría de su junta directiva se manifestó contra él debido a la lucha de poder. Ese afán de poder, por parte de la mayoría de la directiva, determinó que Javier Garro tuviera que tomar la drástica decisión de dimitir, junto con el vicepresidente, Javier Bacáicoa, su mayor apoyo. El 12 de enero de 1996, Javier Garro dimitió y tomó su puesto, Juan Luis Irigaray. Irigaray, un hombre con un ansia desmedida de poder.